# Растичево (Купрес, Кантон 10)
Растичево је насељено мјесто у Босни и Херцеговини у општини Купрес у Федерацији БиХ. Према попису становништва из 1991. у насељу је живјело 394 становника. Дио пријератног насељеног мјеста Растичево данас припада општини Купрес у Републици Српској.
Терор и пљачку у селу Растичево извели су четници Уроша Дреновића 1941. године, након италијанског напуштања Купреса.

## Становништво
Према попису становништва из 1991. године, насеље има 394 становника.
| Националност       | 1991.        |
| Хрвати             | 310 (78,68%) |
| Срби               | 80 (20,30%)  |
| остали и непознато | 4 (1,01%)    |
| укупно             | 394          |

| Демографија | Демографија | Демографија |
| Година      | Становника  | Становника  |
| ----------- | ----------- | ----------- |
| 1948.       | 904         |             |
| 1953.       | 779         |             |
| 1961.       | 647         |             |
| 1971.       | 530         |             |
| 1981.       | 386         |             |
| 1991.       | 394         |             |